# Fingui Camara
Pour les articles homonymes, voir Camara.
Fingui Camara est une juriste et femme politique guinéenne.
Depuis janvier 2022, elle est conseillère au sein du Conseil national de la transition (CNT) de la république de Guinée dirigé par Dansa Kourouma.

## Biographie
Le 22 janvier 2022, Fingui Camara est nommée par décret membre du Conseil national de la transition en tant que représentante des partis politiques, notamment le Parti de l'espoir pour le développement national (PEDN),.
Elle était cheffe de la délégation des conseillers nationaux lors de la consultation nationale sur l'axe Boké, Gaoual et Télimélé.